# Le Prince Igor
Pour les articles homonymes, voir Prince Igor.
 (avril 2021).
Si vous disposez d'ouvrages ou d'articles de référence ou si vous connaissez des sites web de qualité traitant du thème abordé ici, merci de compléter l'article en donnant les références utiles à sa vérifiabilité et en les liant à la section « Notes et références ».
Le Prince Igor (en russe : Князь Игорь / Knyaz' Igor') est un opéra d'Alexandre Borodine — dont sont extraites les célèbres Danses polovtsiennes — constitué d'un prologue et de quatre actes, sur un livret russe du compositeur. Il est créé le 4 novembre 1890 au théâtre Mariinsky de Saint-Pétersbourg.
L'œuvre étant inachevée à la mort de Borodine, celle-ci est complétée par Alexandre Glazounov et Nikolaï Rimski-Korsakov. L'intrigue s'inspire d'événements historiques décrits dans le poème épique médiéval Le Dit de la campagne d'Igor.

## Personnages
- Igor, prince Seversky (baryton) ;
- Jaroslavna, sa femme, d'un deuxième mariage (soprano) ;
- Vladimir Igorevitch, fils d'Igor de son premier mariage (ténor) ;
- Vladimir Jaroslavitch, prince Galitsky (de Galitch), frère de Jaroslavna (basse chantante) ;
- Konchak, khan des Polovtsiens (basse) ;
- Konchakovna, sa fille (contralto) ;
- Gzak, khan des Polovtsiens (rôle muet) ;
- Ovlur, un Polovtsien baptisé (ténor) ;
- Jeroshka, un déserteur (ténor) ;
- Skoula, un déserteur (basse) ;
- Une fille polovtsienne (soprano) ;
- Nourrice de Jaroslavna (soprano) ;
- Princes et princesse russes, boyards, anciens guerriers russes, filles, khans des Polovtsiens, amies de Konchakovna, captives du khan Konchak, captifs russes, gardes polovtsiens.

## Intrigue

### Prologue
À la suite du pillage de plusieurs villes russes par les Polovtsiens, le prince Igor hésite à partir en campagne contre leur chef, le khan Kontchak. Cependant, Galitski, le frère de l'actuelle épouse du Prince, soudoie Skoula et Jerochka afin de supplanter Igor. Sous leur influence, le prince ignore les mises en garde de sa femme et de son peuple — qui voient dans une éclipse récente un mauvais présage — et part finalement en guerre contre les Polovtsiens.

### Acte I
Scène I. Le déloyal Galitski assure l'intérim. Épaulé par les déserteurs Skoula et Jerochka, il tente de se gagner les faveurs de la population. Un groupe de jeunes femmes le prie en vain de libérer l'une des leurs, qu'il a brutalement enlevée.
Scène II. Effrayées, elles s'adressent à Jaroslavna qui regrette l'absence de son époux, le prince Igor. Galitski surprend la conversation et dévoile ses intentions. Parvient alors la nouvelle de la défaite des troupes de Poutivl. Igor et son fils capturés, l'armée ennemie marche sur la ville.

### Acte II

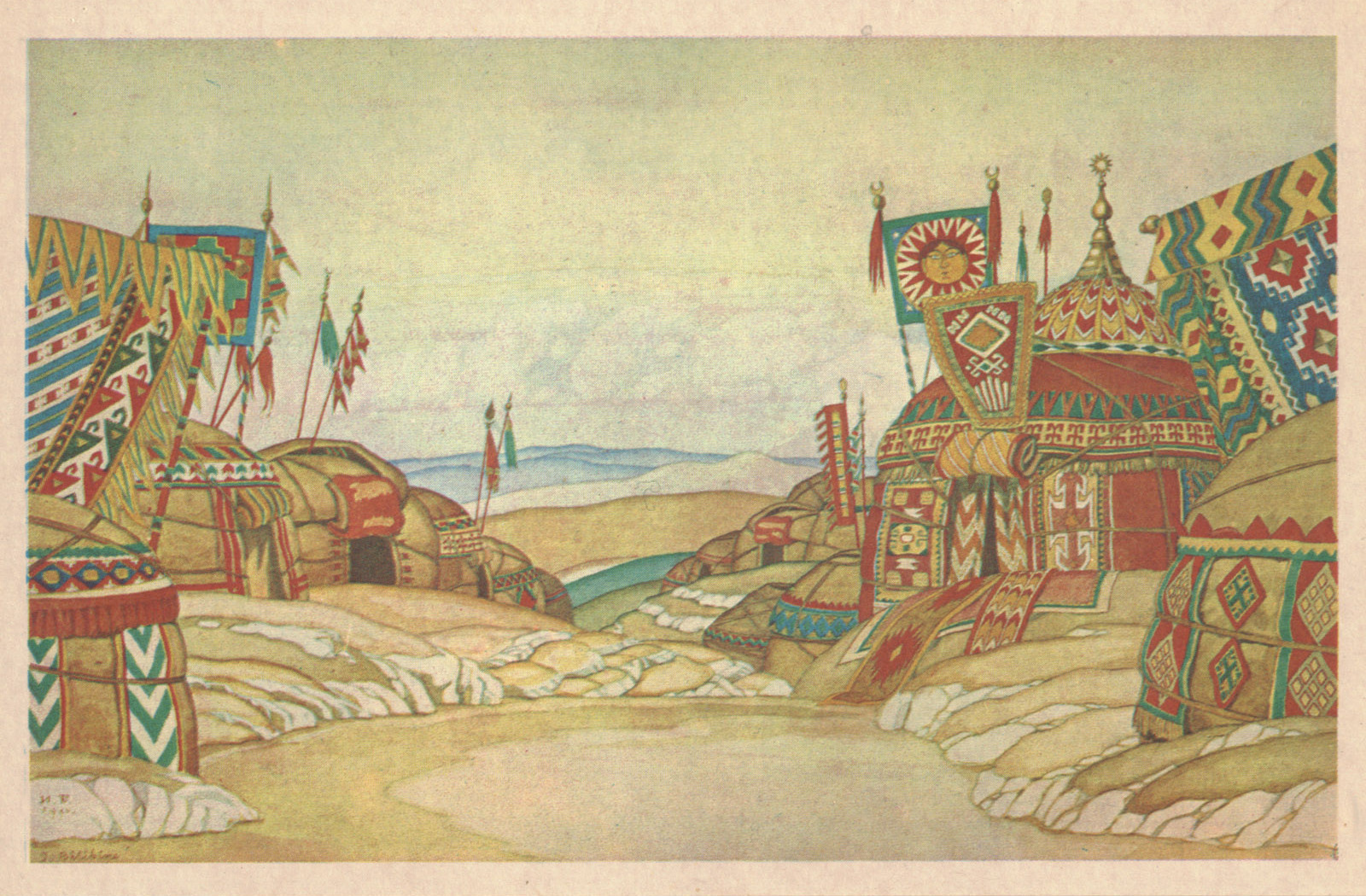
Le camp polovtsien par Ivan Bilibine (1930)

Au camp polovtsien se noue une idylle entre les enfants d'Igor et de Kontchak. Si Kontchakovna est assurée du consentement de son père pour le mariage, il en va tout autrement pour Vladimir.
En contrepartie d’un accord de paix, Kontchak offre à Igor de lui rendre la liberté. Celui-ci refuse et affirme qu'en liberté il va assembler ses armes pour combattre Kontchak. Ce dernier est heureux de la sincérité qu'Igor démontre à son égard, c'est d'ailleurs pour cela qu'il l’estime.

### Acte III
Sachant sa cité menacée, Igor s'échappe. L'un des Polovtsiens, Ovlour, décide de lui donner un coup de main. Le fils d'Igor, Vladimir, est laissé à Kontchakovna. Le khan le garde et le marie à sa fille.

### Acte IV
Igor de retour à Poutivl est accueilli et traité en sauveur par sa femme et son peuple.

## Postérité
En 1997, la chanson Prince Igor, interprétée par Warren G et Sissel Kyrkjebø, reprend un air de cet opéra (des Danses polovtsiennes) en le mixant avec de la musique hip-hop.
En 1969, Roman Tikhomirov en a dirigé une version cinématographique dynamique Le Prince Igor, qui, tournée en pleine nature, fait oublier le caractère plus ou moins statique d'une représentation sur une scène, même très grande.